# Ancient Temples of Karnak
Ancient Temples of Karnak è un cortometraggio muto del 1913. Il nome del regista non viene riportato nei credit del documentario dedicato ai templi di Karnak.

## Produzione
Il film fu prodotto dalla Vitagraph Company of America.

## Distribuzione
Distribuito dalla General Film Company, il film - un cortometraggio di 75 metri - uscì nelle sale cinematografiche statunitensi il 5 novembre 1913. Nelle proiezioni, veniva programmato con il sistema dello split reel, accorpato in un'unica bobina con un altro cortometraggio prodotto dalla Vitagraph, la commedia The Hoodoo Umbrella.